# Theodor Zlocisti

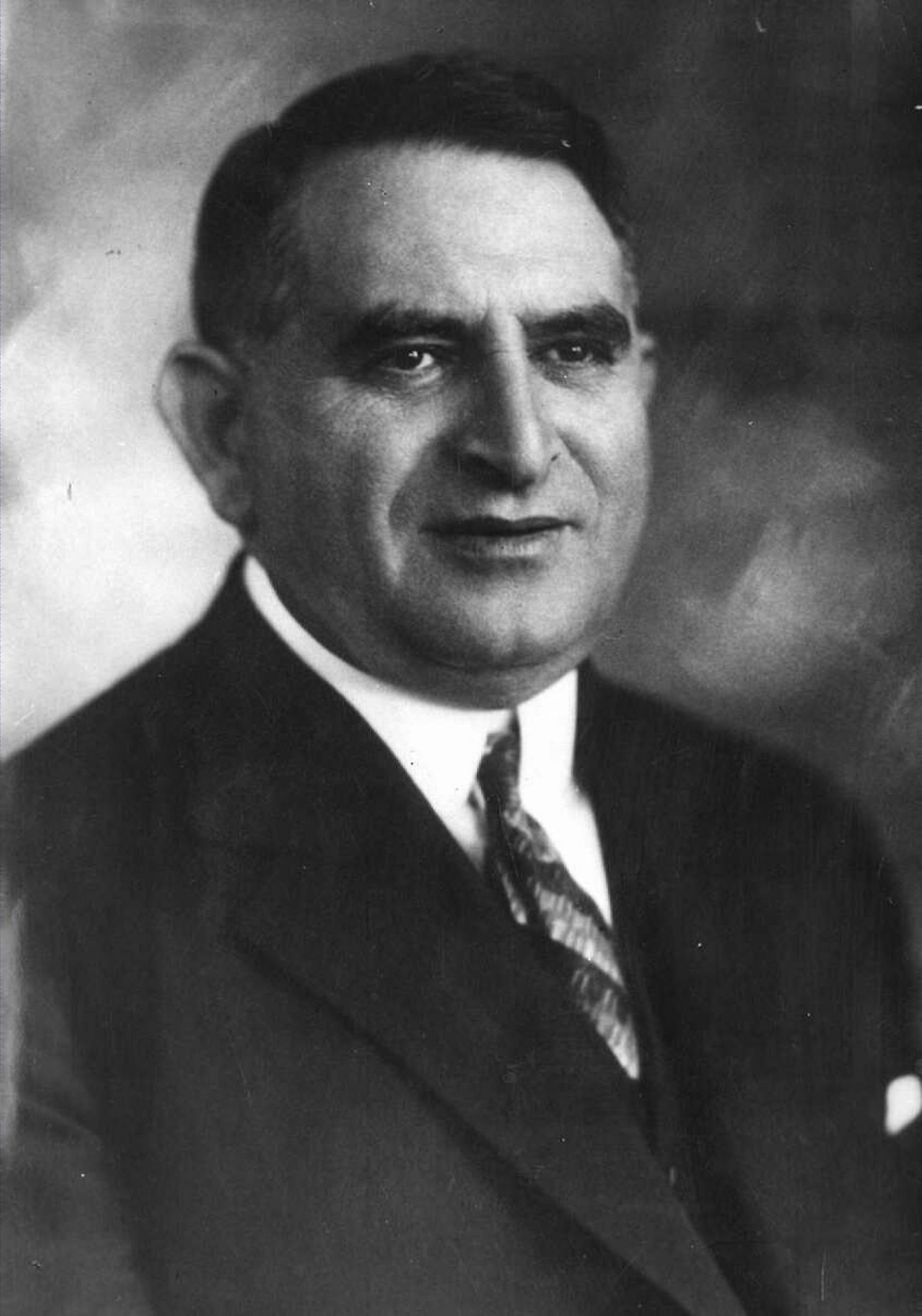
Theodor Zlocisti (nach 1920)

Theodor Zlocisti (geboren 17. Februar 1874 in Borzestowo („Borschestowa“), Kreis Karthaus, Westpreußen; gestorben 1943 in Haifa) war Arzt, Schriftsteller, Sozialist und einer der ersten deutschen Zionisten.

## Leben
Theodor Zlocisti trat 1892 dem jüdisch-nationalen Verein Jung-Israel in Berlin bei und war 1895 Mitbegründer des „Verein jüdischer Studierender an der Berliner Universität“.
Im Jahr 1900 wurde er in Berlin in Medizin promoviert. Er war mit seiner Frau Teilnehmer des Ersten Zionistenkongresses. Sein besonderes Interesse galt dem Ostjudentum und der jiddischen Sprache. 1912 war er unter den Initiatoren einer Resolution, die alle Zionisten dazu aufrief, die Emigration nach Palästina in ihre persönliche Lebensplanung einzubeziehen. Zlocisti war Herausgeber der Werke von Moses Hess.
Er wanderte 1921 nach Palästina aus und verfasste 1937 das grundlegende Werk Klimatologie und Pathologie Palästinas.
Theodor Zlocisti und Ernst Lewy (1896–1963) gehörten 1932 in Tel Aviv zu den Initiatoren der Hitʾachduth Olej Germania (HOG), der „Vereinigung der Einwanderer aus Deutschland“. Die HOG kümmerte sich in den Folgejahren vor allem um die Berufsumschichtung und Arbeitsvermittlung der deutschsprachigen Einwanderer und deren kulturelle und sozialfürsorgliche Betreuung.

## Werke (Auswahl)
- Vom Heimweg. Verse eines Juden, 1903
- Von jüdisch-deutscher Sprache und jüdisch-deutscher Literatur. Impressionen, Berlin 1910
- Am Tor des Abends. Lieder vom Heimweg, Berlin 1912
- Vor Rosa Frenkel-Manussons Bildern. In: Ost und West, November 1913, Sp. S. 865–868
- Herausgeber von Moses Hess: Jüdische Schriften. Berlin 1905 sowie ders.: Sozialistische Aufsätze 1841-1847. Berlin 1921
- Moses Hess, der Vorkämpfer des Sozialismus und Zionismus, 1812-1875, Eine Biographie, Berlin 1920